# Gedney Drove End
Gedney Drove End är en by i Lincolnshire i England. Byn är belägen 64,6 km 
från Lincoln. Orten har 691 invånare (2016).